# Хоакін Пейнадо
Хоакін Руіс-Пейнадо Ваєхо, ісп. Joaquín Ruiz-Peinado Vallejo (19 липня 1898, Ронда — 13 лютого 1975, Париж) — іспанський художник-кубіст, один з найяскравіших представників Іспанської школи в Парижі.

## Біографія
В 1915 вступив у Вищу комерційну школу Севільї, де залишався до 1918. В цьому році покидає навчання комерції та вступає в Академію мистецтв Сан Фернандо в Мадриді, де навчається в Хуліо Ромеро де Торреса та Сесіліо Пла. В 1923 їде у Париж, де знайомиться та зав'язує стосунки з Пікассо, Луїсом Бунюелем та іншими представниками іспанського живопису. Там навчається в академіях Рансон, Колароссі та Ґранд Шом'єр, де знайомиться з кубізмом, який вплине на його твори.
Після участі в різних виставках у 1926 їде в Амстердам де працює над оформленням твору Мануеля де Файї «Маріонетка майстра Педро», під керівництвом свого друга Бунюеля.
В 1927 вигравши премію художників провінції Малаґа повертається в Іспанію, де працює ілюстратором у різних газетах, серед яких
«Узбережжя (Litoral)», Малаґа та «Літературна газета (La Gaceta Literaria)», Мадрид; бере участь у великих колективних виставках авангардистів: «Виставка живопису і скульптури Іспанської школи в Парижі», Мадрид; «Регіональна виставка сучасного мистецтва», Ґранада.
В роки цивільної війни виступає зі своїми республіканськими поглядами за пропаганду Другої Іспанської Республіки у Парижі, тут же залишається впродовж майже всього періоду СВ-ІІ, потім у 1946 році бере участь в делегації іспанських художників Паризької школи на міжнародній виставці організованій ЮНЕСКО та виставці «Мистецтво Республіки Іспанія. Художники Паризької школи», що відбулася в Національній галереї Праги.
Після подорожей та виставок по всій Америці, у 1969 повертається в Іспанію, де його обирають членом Королівської Академії Сан Тельмо в Малазі.
Помер у Парижі. У Ронді, його рідному місті, є музей Хоакіна Пейнадо.